# Hamster & Gretel
Hamster & Gretel ist eine amerikanische Zeichentrickserie von Dan Povenmire. In Deutschland wurde die Serie erstmals im Disney Channel am 17. April 2023 ausgestrahlt. In den Vereinigten Staaten wurde sie erstmals am 17. August 2022 beim Disney Channel ausgestrahlt.

## Inhalt
Die neunjährige Gretel und ihr Hamster erhalten von Aliens Superheldenkräfte. Ihr Bruder Kevin würde auch gerne solche Kräfte haben, wurde aber von den Aliens übersehen. Das hält ihn aber nicht davon ab, Hamster und Gretel zu helfen. Kevin ist bei jeder Mission eine Hilfe. Hamster und Gretel müssen ihre Identität geheim halten.

## Episoden
| Staffel | Episodenanzahl | Vereinigte Staaten | Vereinigte Staaten | Deutschland      | Deutschland     |
| Staffel | Episodenanzahl | Staffelpremiere    | Staffelfinale      | Staffelpremiere  | Staffelfinale   |
| ------- | -------------- | ------------------ | ------------------ | ---------------- | --------------- |
| 1       | 30             | 12. August 2022    | 9. Dezember 2023   | 17. April 2023   | 7. Oktober 2024 |
| 2       | 20             | 14. September 2024 | 13. April 2025     | 10. Februar 2025 | –               |

### Staffel 2
| Nr. (ges.) | Nr. (St.) | Deutscher Titel                | Originaltitel                     | Erstausstrahlung USA | Deutschsprachige Erstausstrahlung (D) |
| ---------- | --------- | ------------------------------ | --------------------------------- | -------------------- | ------------------------------------- |
| 31         | 1a        | Hakuna MaKevin                 | Hakuna Ma Kevin                   | 14. Sep. 2024        | 10. Feb. 2025                         |
| 31         | 1b        | Telenovela–Star                | The Great American Telenovela     | 14. Sep. 2024        | 10. Feb. 2025                         |
| 32         | 2a        | Das Superhelden–Versteck       | Lair Necessities                  | 14. Sep. 2024        | 11. Feb. 2025                         |
| 32         | 2b        | Tobor oder nicht Tobor         | Tobor Or Not Tobor                | 14. Sep. 2024        | 11. Feb. 2025                         |
| 33         | 3a        | Das Böse im Umbruch            | Evil Upheaval                     | 18. Sep. 2024        | 12. Feb. 2025                         |
| 33         | 3b        | Okay, okay, K.I                | Ay, Ay, A.I.                      | 18. Sep. 2024        | 12. Feb. 2025                         |
| 34         | 4a        | Stress–Explosion               | Stress Brawl                      | 18. Sep. 2024        | 13. Feb. 2025                         |
| 34         | 4b        | Die neuen Nachbarn             | I Love Luchie                     | 18. Sep. 2024        | 13. Feb. 2025                         |
| 35         | 5a        | Viele Wege führen ins All      | The More The Meteor               | 18. Sep. 2024        | 14. Feb. 2025                         |
| 35         | 5b        | Das Syndikat                   | My Hammie Vice                    | 18. Sep. 2024        | 14. Feb. 2025                         |
| 36         | 6a        | Die wahre Fred                 | Last Fred Standing                | 18. Sep. 2024        | 17. Feb. 2025                         |
| 36         | 6b        | From Dust Till Dawn            | From Dust Till Dawn               | 18. Sep. 2024        | 17. Feb. 2025                         |
| 37         | 7a        | Ich denke, also schlage ich zu | I Think Therefore I Slam          | 18. Sep. 2024        | 18. Feb. 2025                         |
| 37         | 7b        | Danke, aber keine Streiche     | Thanks, But No Pranks             | 18. Sep. 2024        | 18. Feb. 2025                         |
| 38         | 8a        | –                              | The Silence of the Tchotchkes     | 18. Sep. 2024        | –                                     |
| 38         | 8b        | –                              | A Car is Born                     | 18. Sep. 2024        | –                                     |
| 39         | 9a        | –                              | Who's In Charge?                  | 12. Okt. 2024        | –                                     |
| 39         | 9b        | –                              | Fools of Engagement               | 12. Okt. 2024        | –                                     |
| 40         | 10        | –                              | The New Adventures of Super Kevin | 12. Okt. 2024        | –                                     |
| 41         | 11a       | –                              | The Search for Super Guy          | 19. Okt. 2024        | –                                     |
| 41         | 11b       | –                              | Lorraine, Rattle, and Roll        | 19. Okt. 2024        | –                                     |

## Synchronisation
| Rolle                                                      | Originalsprecher  | Deutsche Stimme     |
| ---------------------------------------------------------- | ----------------- | ------------------- |
| Hamster                                                    | Beck Bennett      | Dirk Bublies        |
| Gretel Grant Gomez                                         | Melissa Povenmire | Magdalena Montasser |
| Kevin Grant Gomez                                          | Michael Cimino    | Marco Eßer          |
| Fred                                                       | Joey King         | Alice Bauer         |
| Bailey                                                     | Priah Ferguson    |                     |
| Hiromi Tanaka                                              | Hiromi Dames      |                     |
| Carolina                                                   | Carolina Ravassa  |                     |
| Dave                                                       | Matt L. Jones     |                     |
| Veronica Hill                                              | Liza Koshy        | Cornelia Waibel     |
| Nordle                                                     | Pamela Adlon      |                     |
| Professor Ausrufezeichen (Englisch: Professor Exclamation) | Phil LaMarr       |                     |